# エドゥアルト・シュトラウス2世
エドゥアルト・シュトラウス2世（ドイツ語: Eduard Strauss II., 1910年3月24日 - 1969年4月6日）は、オーストリアの指揮者。ウィーン交響楽団などで活動し、晩年にはウィーン・ヨハン・シュトラウス管弦楽団を創設した。
ヨハン・シュトラウス3世の甥で、今のところ最後のシュトラウス家の音楽家である。日本にもたびたび公演のために訪れており、存命当時は祖父（エドゥアルト・シュトラウス1世）との区別なしに「エドゥアルト・シュトラウス」として知られていた。

## 生涯

### 前半生
1910年3月24日、エドゥアルト・シュトラウス1世の次男ヨーゼフの末子として、ウィーンのクリーバーガッセ7番地で誕生した。父ヨーゼフは自動車修理工場の経営者であり音楽家ではなかったが、早くからピアニストとしての才能を見せていたという。
6歳のときからヴァイオリンのレッスンを受けた。ウィーンのアルゲンチニエルシュトラーセにある小学校を出たのち、ワルター実科中学に進学し、次いでアルバートガッセにある商業アカデミーの付属高校に入った。
12歳のときに職業音楽家になる決心をし、ウィーン音楽アカデミーに入学してピアノとホルンとヴァイオリンと歌唱を学び、フランツ・シュミットに作曲を師事した。また、1939年に兵役につく前までは、ウィーンのアウアーワイスガーバー声楽学校で伴奏家としての修業を積んだ。
1946年から1956年まで、ウィーンのコンセルヴァトワールで、オペラ・クラスの教師とレペティトゥールを務めた。この時、エドゥアルト2世に師事していたポーランド生まれのソプラノ、エリーザベト・ポンテス（Elisabeth Pontes）は、のちに彼の妻となった。

### 指揮者デビュー
曽祖父ヨハン・シュトラウス1世の没後100年、大伯父ヨハン・シュトラウス2世の没後50年の節目である1949年、エドゥアルト2世は指揮者として初めて公衆の前に立った。「シュトラウス音楽祭」をウィーンで開催し、シュトラウス一族の多くの作品を発掘・蘇演した。6月4日、ウィーン市公会堂で開かれた「ヨハン・シュトラウス舞踏会」のために、ニーダーエスターライヒ州のトーンキュンストラー管弦楽団を指揮した。同年末にはウィーン・フォルクスオーパーでバレエとオペレッタの公演も指揮し、注目を浴びた。
（ハンサム・エディと呼ばれた祖父エドゥアルト1世に似て）容貌がよかったこと、態度が控えめだったこと、そしてシュトラウス一族やモーツァルトやシューベルトのような作曲家の解釈が上品だったことから、エドゥアルト2世の指揮は大きな人気を集めた。エドゥアルト2世は次のように指揮者としての個人的信条を語っている。
- 「シュトラウスという名前で生きることは生易しくありません。その名にふさわしいかどうかを試され、求められるからです[3]。」
- 「ワルツはあまり速く演奏してはいけません。人びとが滑るように踊れないといけないことを、常に忘れてはいけません[4]。」
- 「オーケストラの第一ヴァイオリンは、たくさんいなければなりません。そのたくさんの人は、ヴァイオリンを弾いてはいけません。ヴァイオリンで歌わなければいけないのです[5]。」
- 「ワルツには、揺れるような感じと、ためらう気持ちとがあります。これは、ごくわずかな、小さなアクセントによって生み出されるのです[5]。」

指揮者デビューの翌年である1950年12月27日、交際していたエリーザベトとコンセルヴァトワールで結婚した。妻エリーザベトは歌手としての将来を捨て、家庭に専念するようになった。1954年、エドゥアルト2世は3本の映画に出演した。『女王さまはお若い』では名無しの作曲家として出演し、『永遠のワルツ』では祖父エドゥアルト1世の役を演じ、『ウィーンからのコメディアン（Der Komödiant von Wien）』ではヨハン2世の役を演じた。1955年4月21日、一人息子であるエドゥアルトが誕生した。

### 来日公演

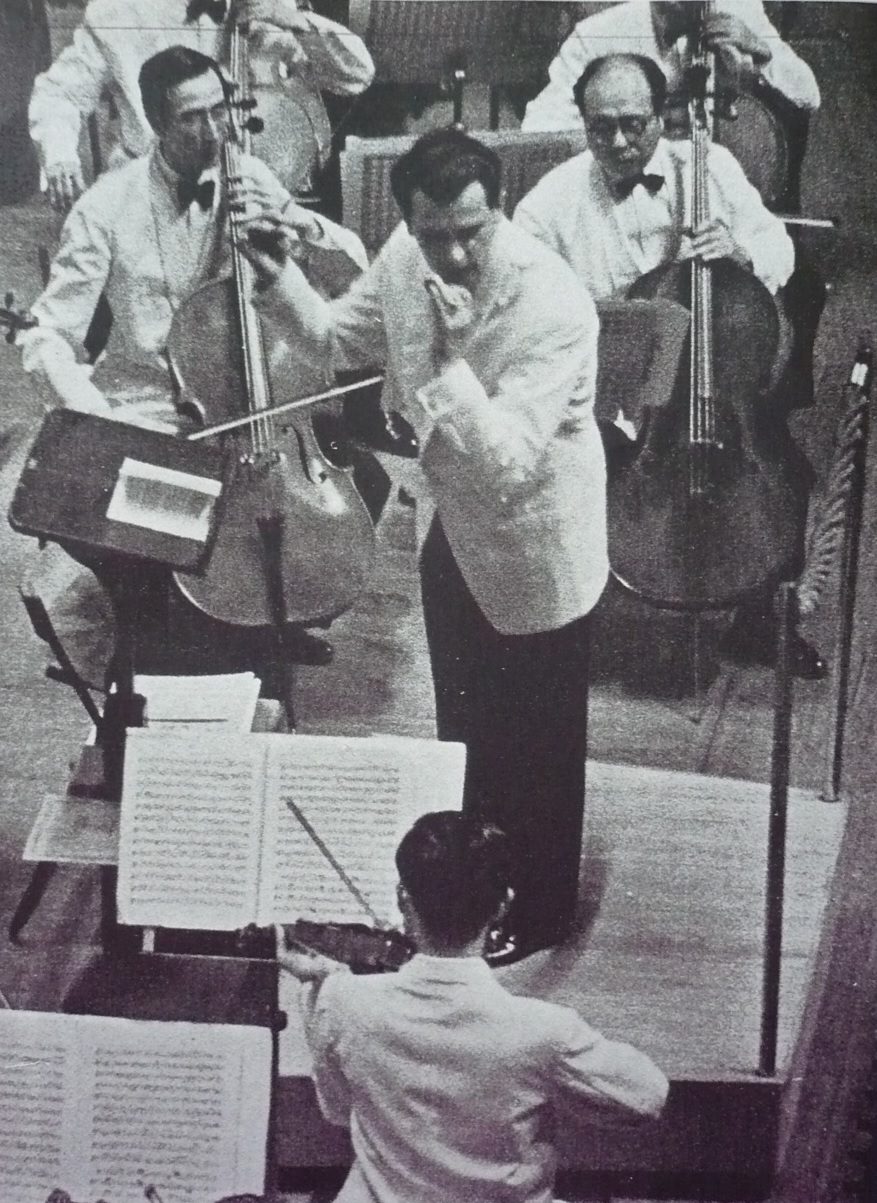
1956年7月30日、神奈川県立音楽堂にて。「東京交響樂團を指揮するエドワルド・シュトラウス――藝術界――」（『芸術新潮』1956年9月1日号、伊藤通撮影）

1956年の夏、東京交響楽団の常任指揮者である上田仁が、ブエノスアイレス・フィルハーモニー管弦楽団で客演するためにアルゼンチンに赴くことになった。上田がアルゼンチンから帰ってくるまでの3ヶ月間、エドゥアルト2世が東京交響楽団の留守番を引き受けることとなった。
外国人指揮者の来日というだけで珍しがる風潮もあった戦後11年という世相にあって、ことにシュトラウス家の末裔が来日して指揮をすることの話題性は大きく、マスコミから大いに注目された。エドゥアルト2世の各コンサートは、「ウィーンの名門ワルツ一家の唯一人の後継者来る！」などといった触れ込みで大々的に告知された。
1956年7月27日の日比谷公会堂で催された「ウィン音楽の夕」が来日公演の初日であった。この日のために特別に冷房装置を動かすとのことだったが、結局のところ冷房はさっぱり効かず、人々からは「しにそうに暑かった」といった感想も飛び出した。この演奏会場ではエドゥアルト2世の作曲の師シュミットによるオペラ『ノートルダム』の間奏曲が日本で初めて演奏された。当時の『芸術新潮』は、この日の演奏について次のように評している。
『芸術新潮』は「いつもいうように、日本人の作品や外國の評判作の初演で、日本の樂界に非常な貢献をしている點で、重々敬意を拂うに値するけれど、オーケストラの基礎的な訓練が不充分なことは、こういう際にかなしいほどはつきりする」と、エドゥアルト2世の指揮の良し悪しというよりも、むしろ東響の練習不足を指摘している。一方、当時の『音楽之友』は「クルト・ヴェスのデレデレしたワルツよりサッパリしていて後味がいい」と、エドゥアルト2世の指揮を好意的に評している。
この後にもエドゥアルト2世は、1962年に改めて来日して再度「ウィーン音楽の夕べ」を催したり、「ウィンナ・ワルツの夕べ」を催したりといったように来日公演をたびたび行っており、来日回数は合計6回にわたっている。エドゥアルト2世が東京交響楽団とともに開いたコンサートの回数は、国内36都市で137回にも及んでいる。

### ウィーン・ヨハン・シュトラウス管弦楽団の設立
1966年、オーストリア・ラジオ（ORF）などの肝いりでウィーン・ヨハン・シュトラウス管弦楽団が結成されると、エドゥアルト2世はこのアンサンブルの創立者・初代指揮者として招かれることになった。この楽団はかつて曽祖父ヨハン1世が創始し、祖父エドゥアルト1世が1901年に解散した「シュトラウス楽団」の再興を目指したものであり、楽団の編成は19世紀当時のものと同じであった。
10月17日から12月11日にかけて、アメリカ合衆国とカナダへの演奏旅行を行い、大成功を収めた。『デイリー・カリージャン』は、11月27日にデトロイトのメイソニック・オーディトリアムで開かれたエドゥアルト2世の演奏会について次のように評している。

### 突然の死

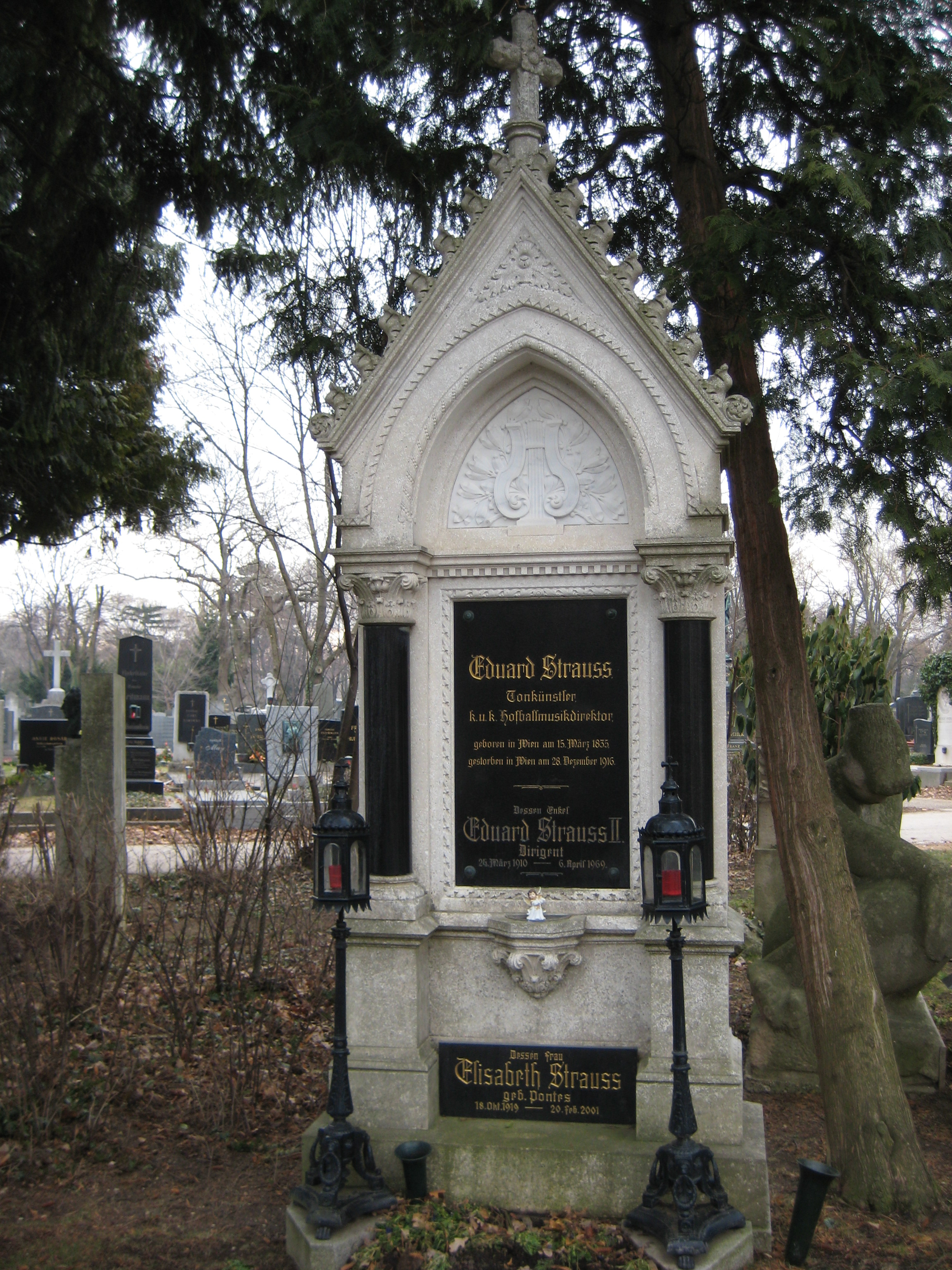
ウィーン中央墓地にあるエドゥアルト2世の墓。祖父エドゥアルト1世もここに眠っており、エドゥアルト2世の名の上に祖父の名も刻まれている。最下部には妻エリーザベトの名もある

1969年4月6日、大動脈塞栓症で急死した。享年59歳。日本オーストリア協会会長の村田豊文は、エドゥアルト2世が幾度も大規模な日本国内演奏旅行をしたことを念頭に、「エドゥアルト氏がいなかったら、日本人はウィンナ・ワルツを理解し愛するようにならなかったでしょう」と弔辞を捧げている。
エドゥアルト2世の早世を受けて妻エリーザベトは、ただちに息子エドゥアルトに一族の伝統を未来に伝えるための教育を開始した。これ以後、エリーザベトと息子エドゥアルトは、シュトラウス一族の音楽と歴史についての学問的研究を行い、国内外での講演などの活動も行うようになった。エドゥアルト2世の生誕100周年にあたる2010年には、息子エドゥアルトの手によって112ページの短い伝記が作成されている。
なお、エドゥアルト2世の亡き後、ウィーン・ヨハン・シュトラウス管弦楽団の首席指揮者の座はヴィリー・ボスコフスキーが引き継いだ。
録音はそれほど多くなく、アマデオやヴォックスに数枚のウインナワルツアルバムが残されている。

## 作品
指揮者としての活動に専念したが、いくつかの自作品も残している。1966年6月に同僚と話した折、ある楽想を紙に書きとめはしたが、「果たして値打ちがあるのかどうか、全然満足がいかなかったので、捨ててしまった」と認めている。1966年10月初旬、BBCコンサート・オーケストラを指揮した際に、自作のひとつを披露した。この時の演奏は、1967年3月12日にテレビ放映されている。

## 家族
- 妻：エリーザベト（1919年 - 2001年）
  - 息子：エドゥアルト（1955年 - ）

1993年に伯父ヨハン3世の家系が断絶したのに伴って、1993年から息子エドゥアルトがシュトラウス家の現当主となった。